# Batista Dias
João Batista de Castro Dias, mais conhecido como Batista Dias, (São Raimundo Nonato, 24 de junho de 1940 — Teresina, 14 de março de 2003) foi um contabilista, pecuarista, auditor fiscal e político brasileiro, outrora deputado estadual pelo Piauí.

## Dados biográficos
Filho de Manoel da Silva Dias e Maria Ester de Castro Dias. Candidato a prefeito de São Raimundo Nonato via PSD em 1962, não se elegeu. Em janeiro de 1963 tomou posse como prefeito de Coronel José Dias, mas teve o mandato extinto porque a criação deste município foi ilegal por falta de plebiscito à sua emancipação. Técnico em contabilidade formado na Escola Técnica de Comércio Padre Marcos Carvalho em 1965, ingressou no serviço público um ano depois como auditor fiscal da Secretaria de Fazenda do Piauí.
Após filiar-se à ARENA, figurou como suplente de deputado estadual em 1974 e 1978, migrando para o PMDB dois anos depois. Em seu novo partido foi eleito deputado estadual em 1982 e amargou a quinta suplência no pleito seguinte em 1986, tendo exercido a presidência do Instituto de Terras do Piauí (INTERPI) no segundo governo Alberto Silva, vencendo a eleição para deputado estadual em 1990.
Aposenta-se em 1993 por motivos de saúde, após realizar cirurgias de pontes de safena. Foi casado com Maria Alice Palmeira Dias com quem teve oito filhos. Raimundo Nonato, Maria Ester, Silésia, José Carlos, Cláudia, Oriana (in memoriam), Indira e Manoel da Silva Dias Neto.